# Pronous wixoides
Pronous wixoides là một loài nhện trong họ Araneidae.
Loài này thuộc chi Pronous. Pronous wixoides được Ralph Vary Chamberlin & Wilton Ivie miêu tả năm 1936.